# Wesley Dias Claudino
Wesley Dias Claudino, meglio conosciuto come Wesley (Cosmópolis, 22 giugno 1995), è un calciatore brasiliano, centrocampista del Botafogo-SP in prestito dall'Água Santa.